# Соловейчик, Яков Самуилович
Я́ков Самуи́лович Солове́йчик (1906 — 1973) — советский инженер, конструктор, научный работник. Лауреат Ленинской премии 1957 года.
В 1933 г. окончил Московское высшее техническое училище им. Баумана. Кандидат технических наук с 1947 года.
Работал в СКБ министерства станкоинструментальной промышленности СССР, зам. начальника проекта.
Ленинская премия 1957 года — за участие в создании комплексного автоматического цеха по производству массовых подшипников на Первом подшипниковом заводе.